# Torneo Internacional de Tenis Femenino Ciudad de Monzón 2011
Il Torneo Internacional de Tenis Femenino Ciudad de Monzón 2011 è stato un torneo di tennis facente parte della categoria ITF Women's Circuit nell'ambito dell'ITF Women's Circuit 2011. Il torneo si è giocato a Monzón in Spagna dal 28 marzo al 3 aprile 2011 su campi in terra rossa e aveva un montepremi di $50,000.

## Vincitori

### Singolare
Petra Cetkovská ha battuto in finale  Kirsten Flipkens con il punteggio di 5–7, 6–4, 6–2

### Doppio
Elena Bovina /  Valerija Savinych hanno battuto in finale  Margalita Chakhnašvili /  Ivana Lisjak con il punteggio di 6–1, 2–6, [10-4]